# آراء يهودية في علم التنجيم
استمر علم التنجيم بصفته موضوعًا للنقاش بين اليهود لأكثر من ألفي سنةٍ. إذ لا يُعد التنجيم ممارسةً يهودية أو تعليمًا، فقد شق التنجيم طريقه إلى الفكر اليهودي، وأُشير إليه في العديد من أجزاء كتاب التلمود. أصبحت البيانات الفلكية مقبولة وجديرة بالمداولة والنقاش من قبل علماء التوراة. اختلفت الآراء: رفض بعض الحاخامات تصديق صحة علم التنجيم، بينما وافق الآخرون على صلاحيته ولكنهم منعوا ممارسته؛ يعتقد البعض الآخر أن ممارسته مسموحة وذات معنى. رفض العديد من المفكرين اليهود في العصر الحديث علم التنجيم عندما رفض العلم صحته؛ وواصل البعض مع ذلك الدفاع عن وجهات النظر المؤيدة لعلم التنجيم، والتي كانت شائعة بين اليهود قبل العصر الحديث.
عُرف علم التنجيم في اللغة العبرية ما قبل الحداثة باسم حوكمت ها مزعلوت «علم الأبراج».

## في التوراة اليهودي

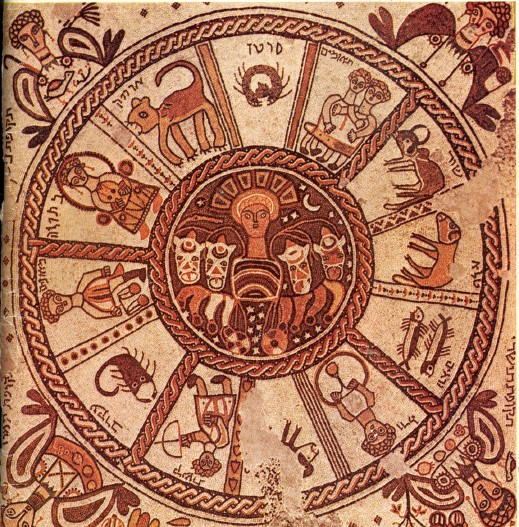
رصيف فسيفساء لكنيس من القرن السادس في بيت ألفا بوادي يزرعيل شمال إسرائيل. تم اكتشافه في عام 1928. تحيط علامات البروج بالمركبة المركزية للشمس (شكل يوناني)، بينما تصور الزوايا الأربع نقاط التحول (تكيفوت) للسنة، والانقلابات والاعتدالات، وكل منها مسمى باسم الشهر الذي يحدث فيه.

لم يتم ذكر التنجيم في التورة. لكن هناك نصين الذي يعتمدهما الحكماء الذين يحرمون التنجيم. هما: في اللاويين 19:26 حيث يقول:
 و 
يعتبر بعض الحكماء اليهود أن هذين النصين يحرمان التنجيم، بينما يفسرهما أخرون على أنهما يحرمان السحر وليس التنجيم بجد ذاته.
اما كلمة "مازالوت" العبرية وتعني الحظ أو الأبراج، فقد ذكرت مرتين في التوراة. كما ذكر ذكرت كواكب مختلفة مثل في سفر أيوب 9:9 ("هُوَ الَّذِي صَنَعَ الدُّبَّ الأكبَرَ وَالجَبّارَ وَالثُرَيّا وَكَواكِبَ الجَنُوبِ.؟) وعاموس 5:8 ("لَّذِي صَنَعَ بُرْجَ الثُرَيّا وَبُرْجَ الجَبّارِ"). كما سخر أنبياء التوراة من "مراقبي النجوم" في أشعيا 47:13 و إرميا 10:2. وسمي منجموا بابل بالكلدان (سفر دانييل) والتي لها معنى المنجمون.

## فترة المعبد الثانية
يعتقد بعض المؤرخين أن التنجيم دخل إلى اليهودية ببطء وذلك ليتوافق مع معرفة الحضارة الهيلينية. مع أن نبؤات سيبيل تمدح الشعب اليهودي لأنه لا يعتمد على تنبؤات قارئي البخت والسحرة ولا يمارسون التنجيم كما أنهم لا يبحثون عن أقوال الكلدانيين في النجوم.
وقال المؤرخ اليهودي يوسيفيوس أن سبب دمار المعبد في أورشليم يعود إلى إهمال اليهود التعاليم التي تحرم ممارسة التنجيم.
وهناك العديد من الأستشهادات بالتنجيم مذكورة في الأبكوريفا، وكتاب اليوبيلات ذكر أن إبراهيم ترك السحر والتنجيم عندما عبد الله الواحد.

## نظرة الحاخاميين
من الاستعمالات الشائعة لعلم النجوم هو تحديد الأعياد والمناسبات الخاصة والتي تحدد أيام الحظ السعيد والطالع السيء. فقد تحدث الحاخام يهوشع بن ليفي عن حظوظ الولادة وعلاقة شخصية المولود بحسب أيام الولادة في أيام معينة من الأسبوع. كما تحدث التلمودي حنانيا بن حما على علاقة الشخصية للفرد بموقع البرج الرئيسي يوم مولده. كا هناك أحاديث عن مخاطر شرب المياه ليلتي الثلاثاء والجمعة. كما ذكر الأطباء اليهود عن تحريم تنزيف المريض أيام الإثنين والثلاثاء والخميس لأن موقع كوكب المريخ هي هذه الإيام يفتح المجال للشياطين للعب. ويذكر سفر الجامعة أن حكام بعض البلاد الغير يهودية يعتقدون بالتنجيم وبأن الملك سليمان كا ضليعا في هذا العلم.

## في الفترة التلمودية
عُرف المنجمون في أوائل الأعمال الحاخامية الكلاسيكية المكتوبة في أرض إسرائيل (التلمود اليروشلمي وسلسلة مجموعات المدراش الفلسطينية) باسم التنجيم وعلم التنجيم. دُعي المنجمون في الأعمال الحاخامية الكلاسيكية المبكرة المكتوبة في بابل، بالدييم، والدائي، و إيزتاغنينين.

### هل علم التنجيم صحيح؟
كان الشكل الأكثر شيوعًا للاعتقاد الفلكي في هذه الفترة هو اعتبار فترات معينة من الوقت محظوظة أو غير محظوظة، كسرد الحاخام يهوشوا بن ليفي مثلًا للسمات الشخصية المرتبطة بولادة شخص في أيام معينة من الأسبوع؛ عارض هانينا بار هاما هذا الأمر وقال إن سمات الشخصية يحددها الكوكب الذي وُلد الشخص تحت تأثيره. عُثر على إعلان مفاده أنه من الخطر شرب الماء في أمسيات الثلاثاء والجمعة. علم الطبيب والمنجم صموئيل من نيهارديا، أنه من الخطر أن ينزف مريض يوم الثلاثاء (وكذلك يوم الاثنين أو الخميس لسبب مختلف)، لأن المريخ يسود في منتصف الليل. وبالمثل اعتُبر المحاق (طور القمر الأول) وقتًا ليس جيدًا للنزيف، وكذلك الثالث من الشهر واليوم الذي يسبق المهرجان.
ينص سفر جامعة رباح على أن حكام بعض الدول غير اليهودية كانوا خبراء في علم التنجيم، وأن الملك سليمان امتلك أيضًا خبرة في هذا المجال.
يعتقد الكثير من الأشخاص المذكورين في التلمود بشكل عام أن علم التنجيم اعتُبر من الناحية النظرية نوعًا من أنواع العلم، لكن راودهم الشك في إمكانية تفسير العلامات الفلكية بشكل صحيح أو بطريقة عملية. ذُكر في مكان واحد في التلمود أن المنجمون «لا يعرفون ما يحدقون به، يتأملون ولا يعرفون ما يدور في خلدهم».

### هل ينطبق علم التنجيم على إسرائيل؟
يعتقد بعض الحاخامات أن النجوم تتحكم عمومًا في مصير الناس والأمم، لكن إبراهيم ونسله كانوا مُنزهين من خلال عهدهم مع الله، وبالتالي حققوا مستوى أرقى من الإرادة الحرة.
اعتبر حاخامان مذكوران في التلمود (يوهانان بار ناباها وآبا أريكا }الملُقب راف{) أنه «لا يوجد مزال }كوكبة{ لإسرائيل، ولكن فقط لباقي الدول»، بينما يرى حاخام آخر أن علم التنجيم على العكس ينطبق على إسرائيل.
يقال إن إبراهيم تنبأ عن طريق قلادات فلكية أنه لن يحصل على ابن ثانٍ، لكن الله قال له: «بعيدًا عن علم التنجيم الخاص بك؛ لا يوجد كوكبة لإسرائيل!» دحضت فكرة ولادة ابنه الثاني البطريرك إسحاق، أن علم التنجيم ينطبق على إسرائيل. يقول سفر التكوين رباح إن إبراهيم لم يكن منجمًا، بل نبيًا، إذ إن أولئك الذين هم تحت النجوم فقط يمكن أن يخضعوا لتأثيرها؛ ولكن إبراهيم كان فوقها.

## للتعمق
- Anderson, Carl. (كارل آندرسون) Astrology of the Old Testament, Or: The Lost Word Regained (علم التنجيم في العهد القديم أو استعادة العالم المفقو). Kessinger Publishing: USA, 1997. (ردمك 1-56459-930-2).
- [./https://en.wikipedia.org/wiki/Philip_Berg Berg, Philip] (فيليب بيرغ). Astrology, the Star Connection: The Science of Judaic Astrology (التنجيم، العلاقة مع النجوم. البحث). Research Centre of Kabbalah: USA, 1987. (ردمك 0-943688-37-X).